# FASTER (cavo sottomarino)
FASTER è un  cavo per telecomunicazioni sottomarino che attraversa l'Oceano Pacifico entrato in funzione a metà del 2016 .  

## Descrizione
Il cavo ha una lunghezza di 10 290 km ed una capacità di 60 Tbit/s ed è composto da sei coppie di fibre, ognuna delle quali trasporta fino a 10 Tbit/s, ovvero 100 Gbit/s su ciascuno dei 100 canali.
Le aziende coinvolte nel progetto sono:
- Google
- KDDI
- SingTel
- China Telecom Global
- China Mobile International
- Global Transit Communications

il costo complessivo dell'investimento è pari a 300 milioni di dollari.

## Le città cablate
- Bandon, Oregon, Stati Uniti
- Chikura, Giappone
- Shima, Giappone
- Tamsui (Taipei)

## Precedenti
Il nuovo cavo FASTER non è la prima incursione di Google nel campo. Infatti, ha già investito nella costruzione del cavo Unity, il quale collega gli Stati Uniti e il Giappone lungo un percorso simile a quello di FASTER. La rapida costruzione è effettuata dalle squadre di Google e di China Mobile International, China Telecom Global, Global Transit, KDDI e SingTel.